# 上土方工業団地
上土方工業団地（かみひじかたこうぎょうだんち）は、静岡県掛川市にある大字。また、同地には同名の工業団地として上土方工業団地（かみひじかたこうぎょうだんち、英語: Kamihijikata Industrial Park）が設置されている。

## 地理
静岡県掛川市の南部に位置する。合併前の旧大東町においては北西部に位置していた。40.5ヘクタールほどの広さであり、概ね楕円形の大字である。全域が平地であり工業用地などに利用されている。居住者はおらず、人家は存在しない。ただし、工場のみが立地しているわけではなく、認可外保育施設なども開設されている。
工業団地としての「上土方工業団地」が開設されることになり、それに合わせて一帯の大字も同名の「上土方工業団地」にしたものである。ただし、大字には含まれていても、工業団地には含まれていない土地も存在する。たとえば、中部電力パワーグリッドの土方変電所は、工業団地としての上土方工業団地には含まれていないが、大字としての上土方工業団地には含まれている。なお、集落としては、隣接する大字とともに「今滝」として扱われている。掛川市の自治区としては上土方区に属している。

## 歴史
上土方工業団地と呼ばれている地は、もともとは自然村である遠江国城東郡今滝村の一部であった。内山真龍の『遠江国風土記伝』によれば今滝村の石高は212石9斗1升8合であったとされている。また、今瀧寺の寺田が5石とされている。この今滝村の一部がのちの上土方工業団地に該当する。
町村制が施行された1889年（明治22年）時点では、この地は静岡県城東郡土方村の一部となっていた。その後の度重なる市町村合併を経て、1973年（昭和48年）4月よりこの地は大東町の一部となった。のちに静岡県庁企業局により工業団地として開発され、1993年（平成5年）に工業団地としての上土方工業団地が完成した。それに伴い、独立した大字として上土方工業団地が設置された。その後、大東町が掛川市、大須賀町と合併することになり、2005年（平成17年）4月よりこの地は掛川市の一部となった。

### 地名の由来
「上土方工業団地」と呼ばれている地は、かつては土形郷の一部であり、時代が下ると土方村の一部となっていた。のちに自治区としては「上土方区」に属すことになった。「上土方工業団地」はその名前に因んでいる。

### 沿革
- 1871年 - 城東郡が静岡県に移管。
- 1871年 - 城東郡が浜松県に移管。
- 1876年 - 城東郡が静岡県に移管。
- 1889年 - 静岡県城東郡下土方村、入山瀬村、今滝村、上土方村、川久保村の大部分、中村の一部が合併して土方村を設置。
- 1896年 - 静岡県佐野郡、城東郡が合併して小笠郡を設置。
- 1955年 - 静岡県小笠郡佐束村、土方村が合併して城東村を設置。
- 1973年 - 静岡県小笠郡大浜町、城東村が合併して大東町を設置。
- 1993年 - 上土方工業団地竣工[2]。
- 2005年 - 静岡県掛川市、小笠郡大東町、大須賀町が合併して掛川市を設置。

## 世帯数と人口
2015年（平成27年）現在の世帯数と人口は以下の通りである。
| 大字           | 世帯数 | 人口 |
| -------------- | ------ | ---- |
| 上土方工業団地 | 0世帯  | 0人  |

## 事業所
2021年（令和3年）現在の事業所数と従業員数は以下の通りである。
| 大字           | 事業所数 | 従業員数 |
| -------------- | -------- | -------- |
| 上土方工業団地 | 11事業所 | 1022人   |

## 小・中学校の学区
公立小・中学校に通う場合、学区は以下の通りとなる。
| 番地 | 小学校             | 中学校             |
| ---- | ------------------ | ------------------ |
| 全域 | 掛川市立土方小学校 | 掛川市立城東中学校 |

## 施設
- トリンプ・インターナショナル・ジャパン株式会社静岡センター[10]
- 栗田工業株式会社大東工場[11]
- 株式会社ハマキョウレックス掛川センター[12]
- 株式会社ハマキョウレックス掛川常温センター[12]
- 株式会社高山常温一括掛川センター[13]
- 多摩化学工業株式会社掛川工場[14]
- クオリテックファーマ株式会社静岡工場[15]
- 株式会社榛葉鉄工所掛川工場[16]
- QTPメロンハウス保育園[3]
- 中部電力パワーグリッド株式会社土方変電所

## その他

### 郵便
- 郵便番号：437-1432[17]（集配局：遠江大東郵便局）

### 警察
警察の管轄区域は以下の通りである。
| 番地 | 警察署     | 交番・駐在所 |
| ---- | ---------- | ------------ |
| 全域 | 掛川警察署 | 城東駐在所   |

### 消防
消防の管轄区域は以下の通りである。
| 番地 | 消防署・分署 | 消防団分団   |
| ---- | ------------ | ------------ |
| 全域 | 南消防署     | 大東第四分団 |

### 註釈
1. ↑  今日では「遠江国風土記伝」と表記するのが一般的であるが、1900年に発行された『逺江國風圡記傳』では「逺江國風圡記傳」との表記を用いているため、同書に関する出典表記はそれに倣った。